# Бентонвіль
Бентонвіль (англ. Bentonville) — місто (англ. city) в США, в окрузі Бентон штату Арканзас,  адміністративний центр округу. Населення — 54 164 особи (2020).

## Загальні відомості

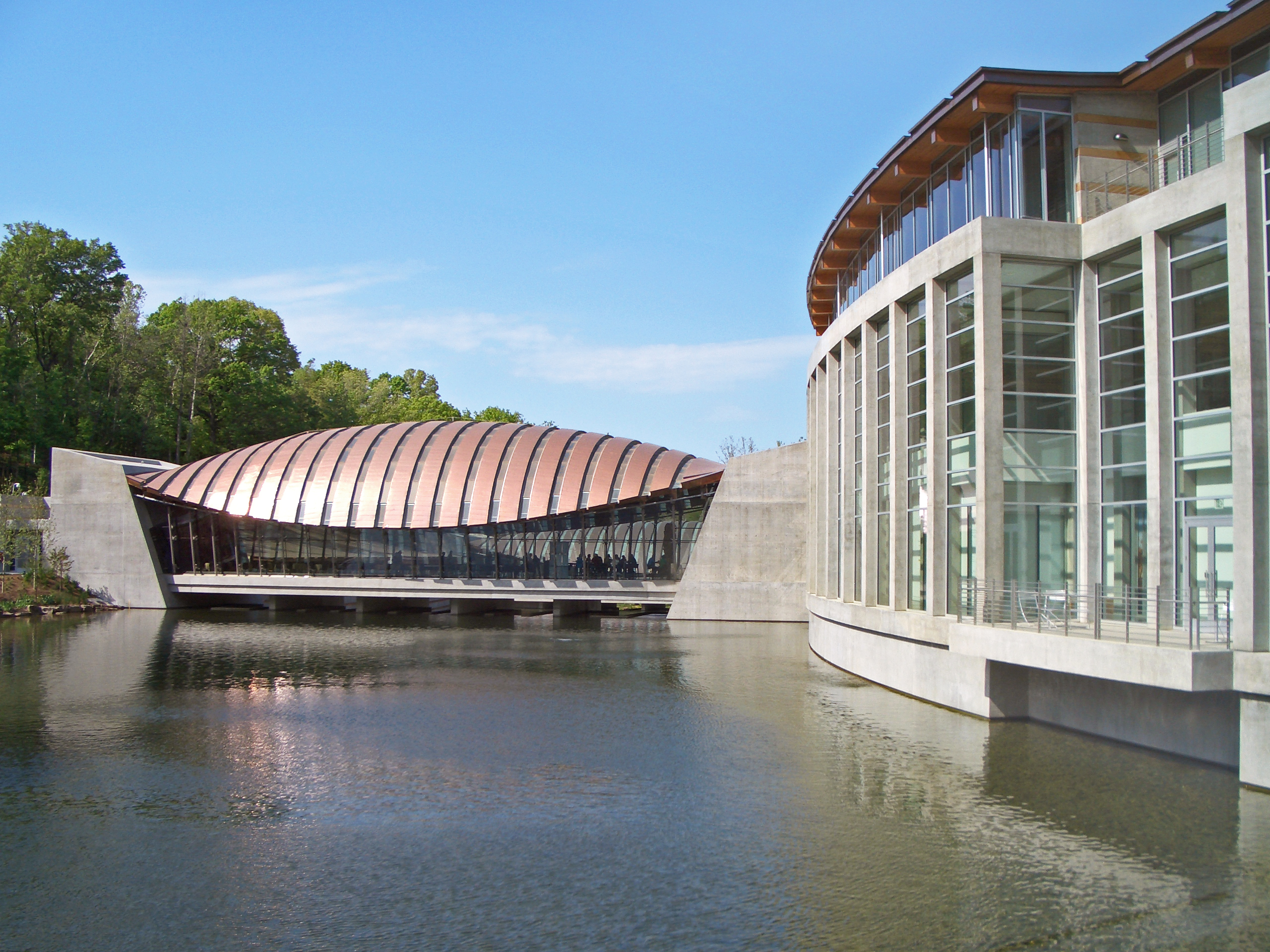
Музей кришталевих мостів

У місті розташована штаб-квартира компанії Wal-Mart Stores — найбільшого рітейлера на планеті.
11 листопада 2011 року був відкритий Музей кришталевих мостів

## Географія
Бентонвіль розташований за координатами 36°21′32″ пн. ш. 94°13′45″ зх. д. / 36.35889° пн. ш. 94.22917° зх. д. (36.358797, -94.229132).  За даними Бюро перепису населення США в 2010 році місто мало площу 81,58 км², з яких 81,04 км² — суходіл та 0,54 км² — водойми.

### Клімат
| Клімат : Бентонвіль               | Клімат : Бентонвіль | Клімат : Бентонвіль | Клімат : Бентонвіль | Клімат : Бентонвіль | Клімат : Бентонвіль | Клімат : Бентонвіль | Клімат : Бентонвіль | Клімат : Бентонвіль | Клімат : Бентонвіль | Клімат : Бентонвіль | Клімат : Бентонвіль | Клімат : Бентонвіль | Клімат : Бентонвіль |
| Показник                          | Січ.                | Лют.                | Бер.                | Квіт.               | Трав.               | Черв.               | Лип.                | Серп.               | Вер.                | Жовт.               | Лист.               | Груд.               | Рік                 |
| Абсолютний максимум, °C           | 24,4                | 30,0                | 31,1                | 35,6                | 33,9                | 39,4                | 45,6                | 41,7                | 41,1                | 35,0                | 29,4                | 25,6                | 45,6                |
| Середній максимум, °C             | 7,8                 | 10,6                | 15,0                | 20,6                | 24,4                | 28,9                | 31,7                | 31,7                | 27,8                | 21,7                | 15,0                | 8,9                 | 20,4                |
| Середній мінімум, °C              | −4,4                | −2,8                | 1,7                 | 6,7                 | 12,2                | 16,7                | 18,9                | 18,3                | 13,9                | 7,2                 | 2,2                 | −3,3                | 7,3                 |
| Абсолютний мінімум, °C            | −26,1               | −26,7               | −24,4               | −8,9                | −4,4                | 4,4                 | 7,2                 | 6,7                 | −1,1                | −7,8                | −15                 | −26,1               | −26,7               |
| Норма опадів, мм                  | 66                  | 70                  | 109                 | 108                 | 145                 | 122                 | 85                  | 85                  | 120                 | 91                  | 111                 | 87                  | 1199                |
| --------------------------------- | ------------------- | ------------------- | ------------------- | ------------------- | ------------------- | ------------------- | ------------------- | ------------------- | ------------------- | ------------------- | ------------------- | ------------------- | ------------------- |
| Джерело: The Weather Channel NOAA |                     |                     |                     |                     |                     |                     |                     |                     |                     |                     |                     |                     |                     |

## Демографія
Згідно з переписом 2010 року, у місті мешкала 35 301 особа в 13 253 домогосподарствах у складі 9137 родин. Густота населення становила 433 особи/км².  Було 14693 помешкання (180/км²). 
Расовий склад населення:
| - 81,4 % — білих - 8,3 % — азіатів - 2,5 % — чорних або афроамериканців - 1,2 % — корінних американців - 0,2 % — вихідців з тихоокеанських островів - 3,9 % — осіб інших рас |

До двох чи більше рас належало 2,5 %. Іспаномовні складали 8,7 % від усіх жителів.
За віковим діапазоном населення розподілялося таким чином: 31,1 % — особи молодші 18 років, 61,8 % — особи у віці 18—64 років, 7,1 % — особи у віці 65 років та старші. Медіана віку мешканця становила 30,6 року. На 100 осіб жіночої статі у місті припадало 95,9 чоловіків;  на 100 жінок у віці від 18 років та старших — 92,1 чоловіків також старших 18 років.
Середній дохід на одне домашнє господарство  становив 95 206 доларів США (медіана — 71 941), а середній дохід на одну сім'ю — 111 138 доларів (медіана — 85 191). Медіана доходів становила 62 552 долари для чоловіків та 42 103 долари для жінок. За межею бідності перебувало 7,7 % осіб, у тому числі 8,4 % дітей у віці до 18 років та 8,5 % осіб у віці 65 років та старших.
Цивільне працевлаштоване населення становило 19 808 осіб. Основні галузі зайнятості: роздрібна торгівля — 36,6 %, освіта, охорона здоров'я та соціальна допомога — 14,3 %, науковці, спеціалісти, менеджери — 13,2 %.